# Бейли, Гарольд
Сэр Гарольд Уолтер Бейли (англ. Harold Walter Bailey; 16 декабря 1899, Дивайзес, Уилтшир — 11 января 1996, Великобритания) — английский учёный, занимавшийся изучением хотаносакского языка, санскрита и сравнительным изучением иранских языков.

## Биография
Бейли родился в Девизесе, графство Уилтшир, с 10 лет воспитывался на ферме в Нангеенане в Западной Австралии, не получив школьного образования. В детстве выучил немецкий, итальянский, испанский, латинский и греческий языки по домашним книгам, а русский — у соседа. После того, как его заинтересовали надписи на чайных сундуках из Индии, он приобрёл книгу библейских отрывков, переведенных на языки с неевропейской письменностью, включая тамильский, арабский и японский. К тому времени, когда он покинул дом, он читал и на авестийском языке.
В 1921 году поступил в Университет Западной Австралии для изучения антиковедения. В 1927 году, получив степень магистра по Еврипиду, выиграл студенческую стипендию Хакетта в Оксфорде, где поступил в Делегацию неколлегиальных студентов, позднее Колледж Святой Екатерины. Там он учился у Фредерика Уильяма Томаса.
В 1929 году, после окончания колледжа с отличием, Бейли был назначен лектором общины парси в тогдашней Лондонской школе востоковедения. В 1936 году Бейли стал профессором санскрита (сменив Э. Дж. Рапсона, который занимал эту должность с 1906 года) и стипендиатом Куинз-колледжа в Кембридже; в школе востоковедения его сменил Вальтер Хеннинг. Во время Второй мировой войны работал в Королевском институте международных отношений.
В личной жизни Бейли не был религиозен. Он был вегетарианцем и любил играть на скрипке. Вышел на пенсию в 1967 году. После смерти завещал свою огромную библиотеку Фонду Древней Индии и Ирана в Кембридже.

### Научная деятельность
Бейли называют одним из величайших востоковедов двадцатого века. Считается, что он читал более чем на 50 языках.
В 1929 году Бейли начал работу над докторской диссертацией — переводом с примечаниями Бундахишна, сборника зороастрийских писаний на среднеперсидском языке, записанных пехлевийской письменностью. Стал ведущим в мире специалистом по хотанскому диалекту языка сака, средневекового иранского языка царства Хотан (современный Синьцзян). Его первоначальной мотивацией к изучению хотанского языка был интерес к возможной связи с бундахишном. Позже он передал свои материалы по этой работе Каю Барру.
Был известен своими безмерно эрудированными лекциями и однажды признался: «Я говорил десять с половиной часов о проблеме одного слова, не подходя к дальнейшей проблеме его значения».